# 루펜 자텔마이어
루펜 카이 자텔마이어(Rouven Kai Sattelmaier, 1987년 8월 7일, 바덴뷔르템베르크주 루트비히스부르크 ~)는 독일의 전 축구 선수로, 과거 골키퍼로 활약하였다.

## 경력
루드비히스부르크 출신으로, 자텔마이어는 1997년에 TSV 아팔터바흐에 입단하면서 축구를 시작하였고, 2000년에는 VfB 슈투트가르트에 입단하였다. VfB 슈투트가르트 유소년 팀에서 1년을 보낸 뒤, 그는 SGV 프라이베르크로 매각되었다. 그는 프라이베르크 소속으로 2년을 머물렀고, 2003년에 슈투트가르트 키커스로 팀을 옮겼다. 2004-05 시즌 그는 슈투트가르트 키커스 소속으로 남독일 챔피언쉽 우승을 거두고, SSV 얀 레겐스부르크로 이적하였으며, 그곳에서의 첫 시즌을 U-19팀과 함께하였다. 2006년 겨울, 자텔마이어는 레겐스부르크 리저브 팀으로 승격되었으며, 바이에른 주 오베르리가의 SSV 얀 레겐스부르크 2경기에 처음으로 출장하였다. 2008년 11월, 그는 주전 골키퍼 바스티안 베커의 부상으로 인해, 3 리가의 레겐스부르크 1군에 합류하였다. 2010년 3월 25일, 그는 분데스리가의 거함 FC 바이에른 뮌헨과 계약을 하였고, FC 바이에른 뮌헨 II의 골키퍼가 되었다. 같은 해 7월 1일 그는 뮌헨 훈련에 합류하였다.

## 수상
SSV 얀 레겐스부르크
- 3 리가 최우수 골키퍼: 2008-09